# Molvány
Molvány (horvátul: Molvan) község Baranya vármegyében, a Szigetvári járásban.

## Fekvése
Szigetvár nyugati-délnyugati szomszédságában fekszik, a város központjától körülbelül 5 kilométerre. A további szomszédos települések: észak felől Patapoklosi, délkelet felől Hobol, dél felől Várad, délnyugat felől Gyöngyösmellék és Kistamási, nyugat felől Nemeske, északnyugat felől pedig Tótszentgyörgy.

### Megközelítése
Zsáktelepülés, közúton csak egy útvonalon érhető el, a 6-os főútról leágazó, körülbelül 1,5 kilométer hosszú 58 108-as számú mellékúton.
A hazai vasútvonalak közül a települést a Murakeresztúr–Szentlőrinc-vasútvonal érinti, melynek egy megállási pontja van itt; Molvány megállóhely a belterület szélétől mintegy 200 méterre északra helyezkedik el, a faluba vezető bekötőút vasúti keresztezésének keleti oldalán.

## Története
Molványt az oklevelek 1360-ban említették először, Milwan néven. A falu 1360-1470 között a patai uradalomhoz tartozott. A török időkben is lakott hely maradt, de a lakosság egy része elmenekült.
Az 1715-ben végzett összeíráskor csak öt családot találtak a településen. 1836-ban pusztító kolerajárvány során Molvány lakosságának csaknem háromnegyed része áldozatul esett.
Az 1910-ben végzett összeírás alkalmával 378 lakost számoltak össze a településen, melyből 350 magyar, a többi egyéb nemzetiségű, ebből 145 római katolikus, 229 református vallású volt.
Az 1950-es megyerendezéssel a korábban Somogy vármegyéhez tartozó települést a Szigetvári járás részeként Baranyához csatolták.
Molványnak a 2001-es népszámlálási adatok szerint szerint 218 lakosa volt.

## Közélete

### Polgármesterei
- 1990–1994: Nagy Sándor (független)[4]
- 1994–1998: Horváth Lajos (független)[5]
- 1998–2002: Horváth Lajos (független)[6]
- 2002–2006: Horváth Lajos (független)[7]
- 2006–2010: Horváth Lajos (független)[8]
- 2010–2014: Horváth Lajos (független)[9]
- 2014–2019: Horváth Lajos (független)[10]
- 2019–2024: Horváth Lajos (független)[11]
- 2024– : Horváth Lajos (független)[1]

## Népesség
A település népességének változása:
| Lakosok száma | 189  | 191  | 191  | 175  | 173  | 163  | 168  | 158  |
|               | 2013 | 2014 | 2015 | 2019 | 2021 | 2022 | 2023 | 2024 |

A 2011-es népszámlálás során a lakosok 90,3%-a magyarnak, 1% cigánynak, 0,5% horvátnak, 0,5% románnak, 0,5% szlováknak mondta magát (9,7% nem nyilatkozott; a kettős identitások miatt a végösszeg nagyobb lehet 100%-nál). A vallási megoszlás a következő volt: római katolikus 37,8%, református 31,6%, görögkatolikus 0,5%, felekezeten kívüli 8,2% (21,9% nem nyilatkozott).
2022-ben a lakosság 93,3%-a vallotta magát magyarnak, 0,6% lengyelnek, 4,9% egyéb, nem hazai nemzetiségűnek (5,5% nem nyilatkozott; a kettős identitások miatt a végösszeg nagyobb lehet 100%-nál). Vallásuk szerint 7,4% volt református, 6,7% római katolikus, 1,2% egyéb keresztény, 1,2% egyéb katolikus, 7,4% felekezeten kívüli (75,5% nem válaszolt).

## Nevezetességei
- Református temploma 1828-ban épült késő barokk, klasszicista stílusban.

## Ismert személyek
- Patacsi Dénes gazdálkodó, politikus, országgyűlési képviselő, államtitkár kisebb birtokkal rendelkezett a községben.